# Prêmio Aberst de Literatura
O Prêmio Aberst de Literatura é uma premiação literária brasileira organizada pela Associação Brasileira de Autores de Romance Policial, Suspense e Terror (Aberst), que teve sua primeira versão em 2018.

## Categorias premiadas
Chegando à sua sétima edição em 2024, no formato atual o prêmio conta com um total de 13 categorias de premiação, sendo 11 baseadas em inscrição e 2 de seleção por júri.
1 – Narrativa curta de terror – Prêmio Aberst Lygia Fagundes Telles.
2 – Narrativa curta ficção de crime – Prêmio Aberst Lúcia Machado de Almeida.
3 – Narrativa curta suspense (thriller) – Prêmio Aberst Stella Carr.
4 – Narrativa longa de terror – Prêmio Aberst Rubens Lucchetti.
5 – Narrativa longa ficção de crime – Prêmio Aberst Rubem Fonseca.
6 – Narrativa longa suspense (thriller) – Prêmio Aberst Cláudia Lemes.
7 – Narrativa infanto-juvenil / jovem adulto – Prêmio Aberst Marcos Rey.
8 – Quadrinhos de crime ou terror – Prêmio Aberst Catacumba.
9 – Projeto gráfico – Prêmio Aberst Sebastião Salgado.
10 – Narrativa curta século 21 – Prêmio Aberst Maria Firmina dos Reis. 
11 – Narrativa longa século 21 – Prêmio Aberst Eliana Alves Cruz.
12 – Grand Aberst (seleção do júri).
13 – Revelação (seleção do júri).

## Premiados

### 2018 - I Prêmio Aberst de Literatura
| Categoria                               | Vencedor(es)                                             | Finalistas |
| --------------------------------------- | -------------------------------------------------------- | --- |
| Romance de terror/horror                | Bile Negra – Oscar Nestarez                              | Bile Negra – Oscar Nestarez A Casa dos Pesadelos – Marcos Debrito O Filho da Queda - O Herege – Tiago Oaks |
| Romance policial/suspense               | O Casamento – Victor Bonini                              | O Casamento – Victor Bonini Royal Destiny – Vera Carvalho Assumpção Vestígios – Mortes nem um Pouco Naturais – Sandra Abrano                                                                                        |
| Conto/noveleta/novela de terror/horror  | O Capeta-Caolho Contra a Besta-Fera – Everaldo Rodrigues | O Corpo – Rodrigo Ortiz Vinholo O Conto do Coronel Fantasma – Larissa Brasil O Capeta-Caolho Contra a Besta-Fera – Everaldo Rodrigues Quebranto – André Balaio Menção honrosa: Os Sigilos do Amanhã – Cesar Charone |
| Conto/noveleta/novela suspense/policial | Crime de Dez Pras Duas – Duda Falcão                     | Os Crimes de Dez pras Duas – Duda Falcão A Porta da Terceira Hora – Rodrigo Ortiz Vinholo Morte em 140 Caracteres – André Comanche Menção honrosa: O Último Natal de um Homem Rico – Douglas Lobo                   |
| Projeto gráfico                         | O casamento – Victor Bonini                              | Mulher com Brânquias – Patrícia Baikal Comboio de Espectros – Duda Falcão O Casamento – Victor Bonini Menção honrosa: Encruzilhadas – Pedro Viana                                                                   |
| Conjunto da Obra                        | R. F. Lucchetti                                          | Decisão do júri, sem finalistas. |
| Autor(a) Revelação                      | Larissa Brasil                                           | Decisão do júri, sem finalistas. |

### 2019 - II Prêmio Aberst de Literatura
| Categoria         | Vencedor(es)                                                              | Finalistas |
| ----------------- | ------------------------------------------------------------------------- | --- |
| Romance de horror | Terra de sonhos e acaso – Filipe de Campos Ribeiro                        | Terra de sonhos e acaso – Filipe de Campos Ribeiro A parasita de almas – Flávio Karras Caveiras – Vitor Abdala |
| Romance policial  | Jogo de cena – Andrea Nunes                                               | Jogo de cena – Andrea Nunes Quando ela desaparecer – Victor Bonini Mar de fora – Marcelo Barros Correia |
| Conto de horror   | Sombras no coração – Marcelo Augusto Galvão                               | O veneno, o antídoto e o veneno – Oscar Nestarez Mãos secas com apenas duas folhas – Paula Febbe Sombras no coração – Marcelo Augusto Galvão Bate-bolas fora de época – Hedjan C.S.                                                          |
| Conto policial    | A penúltima morte de Edgar – Cesar Charone                                | Topázio azul – Vera Carvalho A pérola e o camafeu – Dana Guedes A penúltima morte de Edgar – Cesar Charone |
| Projeto gráfico   | Confinados – vários autores (design de Project Nine Editorial / Monomito) | Um enterro para Suzana – Paula Bajer (design de Leonardo Matias / Patuá) O pacto – Juliano Furlaneto (design de Tainan Ferrari e Cristian Cechin Teixeira / Flyve) Confinados – vários autores (design de Project Nine Editorial / Monomito) |
| Conjunto da Obra  | Rubem Fonseca                                                             | Decisão do júri, sem finalistas. |
| Autora Revelação  | Larissa Prado                                                             | Decisão do júri, sem finalistas. |

### 2020 - III Prêmio Aberst de Literatura
| Categoria                   | Vencedor(es) | Finalistas |
| --------------------------- | --- | --- |
| Destaque                    | - Assassinato on-line – Jon O’Brien - Entre o Skate e o Tráfico – Victor Costa - Histórias para não Dormir – Rafael Danesin e Mhorgana Alessandra - O Esquife Haitiano – Fabiano Soares - Paranoia – Márcio Cardoso Pacheco - Ilustrações de Carolina Mancini | - |
| Narrativa curta de terror   | Um Conto Sem Fim – Alexandre Braoios | A Coisa de Três Faces (Possessão) – Alec Silva Um Conto Sem Fim – Alexandre Braoios A Mulher e o Vento – Fabiana Ferraz Agouro – Márcio Benjamin |
| Narrativa curta policial    | O Assassinato de Cláudio Manuel da Costa – Jean Pierre Chauvin Menção Honrosa: O Machado da Casa de Pedra – Larissa Brasil | Revelação – Iza Artagão O Assassinato de Cláudio Manuel da Costa – Jean Pierre Chauvin Noite de Nevoeiro – Vera Carvalho Assumpção               |
| Narrativa curta de suspense | Pax Domini – Caesar Charone | Pax Domini – Caesar Charone Sobre Mulas e Cabeças – Vitor de Lerbo Vida Secreta entre Missões – Viviane Gebber                                   |
| Narrativa longa de terror   | Numezu – Jorge A. Moreira | A Livusia – Alec Silva e Brunny Guedes Numezu – Jorge A. Moreira O Apocalipse Segundo Fausto – Marcos DeBrito                                    |
| Narrativa longa policial    | Noir Carnavalesco – Ian Fraser | A Segunda Morte de Suellen Rocha – Cláudia Lemes Noir Carnavalesco – Ian Fraser                                                                  |
| Narrativa longa de suspense | A Garota da Casa da Colina – Larissa Brasil | Holy Shit – Pedro Augusto Céu de Pássaros – Bel Quintilio Rastros Sombrios – Flávio Morais A Garota da Casa da Colina – Larissa Brasil           |
| Quadrinhos                  | Found Footage – Marvin Rodrigues Menção Honrosa: A Máscara da Morte Branca – Isaque Sagara | Sangue no Olho – Alexey Dodsworth Found Footage – Marvin Rodrigues VHS – Rodrigo Ramos                                                           |
| Projeto gráfico             | O Apocalipse Segundo Fausto – Giovanna Vaccaro | Galeria Clark de Suspense e Mistério – Marina Avila Noir Carnavalesco – Giovanna Cianelli O Apocalipse Segundo Fausto – Giovanna Vaccaro         |
| Conjunto da Obra            | Vera Carvalho Assumpção | Decisão do júri, sem finalistas. |
| Autora Revelação            | Iza Artagão | Decisão do júri, sem finalistas. |

### 2021 - IV Prêmio Aberst de Literatura
| Categoria                                                                | Vencedor(es)                                                                                       | Finalistas |
| ------------------------------------------------------------------------ | -------------------------------------------------------------------------------------------------- | --- |
| Selo Destaque                                                            | Crime Permitido – José Rozinei da Silva Amor Partido – Átila Guilherme SonetERROR – Eduardo Maciel | - |
| Narrativa curta de terror – Prêmio Aberst Lygia Fagundes Telles          | Águas Mortas – Jorge Alexandre Moreira                                                             | A mão que me assombra – D. Celestino Águas Mortas – Jorge Alexandre Moreira Jahrul, o Terceiro Mortal – Cassandra T. Eegal Só o fogo purifica – Úrsula Antunes Menção honrosa: Marina – Fernanda Braite      |
| Narrativa curta ficção de crime – Prêmio Aberst Lúcia Machado de Almeida | Mata-Mata – Zé Wellington                                                                          | Dias de Glória – Júlia do Passo Ramalho Previsão de Morte – Rodrigo Ortiz Vinholo Mata-Mata – Zé Wellington                                                                                                  |
| Narrativa curta suspense (thriller) – Prêmio Aberst Stella Carr          | Três - Uma história em 3 atos – Larissa Brasil e Larissa Prado                                     | Pássara – Auryo Jotha Três – Uma história em 3 atos – Larissa Brasil e Larissa Prado A Canção do Rochedo – Mikka Capela Breu – Iza Artagão Menção honrosa: Cliente Regular – Gabriela Leão                   |
| Narrativa longa de terror – Prêmio Aberst Rubens Lucchetti               | Secretária de Satã – Karine Ribeiro                                                                | As vozes sombrias de Irina – Mia Sardini Paranoide – Fernando de Abreu Barreto Secretária de Satã – Karine Ribeiro                                                                                           |
| Narrativa longa ficção de crime – Prêmio Aberst Rubem Fonseca            | Assassinato na Rua da Ajuda – Amilton Alves                                                        | Assassinato na Rua da Ajuda – Amilton Alves Duas quadras de mundo – J. P. Schimidt Fuligem – Evelyn Postali Menção honrosa: Tortura branca – Victor Bonini                                                   |
| Narrativa longa suspense (thriller) – Prêmio Aberst Cláudia Lemes        | Birman Flint e a Maldição do Czar – Sérgio Rossani                                                 | Birman Flint e a maldição do czar – Sérgio Rossani Missão terra firme – Vivianne Geber |
| Narrativa infanto-juvenil / jovem adulto – Prêmio Aberst Marcos Rey      | Jack London e a criatura de Salmon Pond – Allana Dilene e Ana Lúcia Merege                         | O jovem Ársene Lupin e a dança macabra – Simone Sauesserig Jack London e a criatura de Salmon Pond – Allana Dilene e Ana Lúcia Merege O limiar de Áurea – Alysson Steimacher Madrugada de Cão – Júlia Torres |
| Projeto gráfico – Prêmio Aberst Sebastião Salgado                        | Assombracontos – Kiko Garcia e Roberto Beltrão                                                     | Lovecraft Reimaginado – Editora Diário Macabro Multiverso Pulp – Duda Falcão Assombracontos – Kiko Garcia e Roberto Beltrão                                                                                  |
| Grande Aberst                                                            | Só o fogo purifica – Úrsula Antunes                                                                | Decisão do júri, sem finalistas. |
| Autor Revelação                                                          | Alysson Steimacher                                                                                 | Decisão do júri, sem finalistas. |
| Autora Revelação                                                         | Cassandra T. Eegal                                                                                 | Decisão do júri, sem finalistas. |

### 2022 - V Prêmio Aberst de Literatura
| Categoria                                                                | Vencedor(es)                                                              | Finalistas |
| ------------------------------------------------------------------------ | ------------------------------------------------------------------------- | --- |
| Narrativa curta de terror – Prêmio Aberst Lygia Fagundes Telles          | Os sinos de Santo Antão – Lucas Freitas                                   | O insólito caso de Jadna Charlene Vanderleia – Luciano Reis A ópera dos doces horrores – Diego Mendonça Os sinos de Santo Antão – Lucas Freitas Cordeiro de Deus – Ismael Chaves Destaque: O vampiro de Suassuna – Ney Alencar Menção Honrosa: Claroscuro – Oscar Nestarez Menção Honrosa: Doutor Krun – Turyus – o segundo brutal – Cassandra T. Eegal |
| Narrativa curta ficção de crime – Prêmio Aberst Lúcia Machado de Almeida | Rouxinol quebrado – Day Celestino                                         | Rouxinol quebrado – Day Celestino Assassinato no sarau – Mônica Henriques A fantasia da estátua de Otacílio Queiroz – Rodrigo Ortiz Vinholo Cálculo mortal – Marlos Quintanilha Menção Honrosa: Dupin e o jogador de xadrez – Helton Lucinda Ribeiro |
| Narrativa curta suspense (thriller) – Prêmio Aberst Stella Carr          | Eu, Cassiana – Day Celestino                                              | Depoimento 1412 – Daniel Freitas Cinzas – Úrsula Antunes Eu, Cassiana – Day Celestino Destaque: Nós – Bruna Corrêa |
| Narrativa longa de terror – Prêmio Aberst Rubens Lucchetti               | Bom dia, você vai morrer – Flávio Karras                                  | A padroeira dos pervertidos – Alexandre Braoios Bom dia, você vai morrer – Flávio Karras Febre vermelha 2 – Francis Graciotto |
| Narrativa longa ficção de crime – Prêmio Aberst Rubem Fonseca            | O veneno de Sócrates – Vincento Hughes                                    | Se eu morresse amanhã – Fabiana Ferraz Adeus, Fogaça – Amilton Alves O veneno de Sócrates – Vincento Hughes |
| Narrativa longa suspense (thriller) – Prêmio Aberst Cláudia Lemes        | Maldita seja Eva – Julie Pedrosa & Quando os mortos falam – Cláudia Lemes | Maldita seja Eva – Julie Pedrosa Quando os mortos falam – Cláudia Lemes Snowglobe – Fábio M. Barreto |
| Narrativa infanto-juvenil / jovem adulto – Prêmio Aberst Marcos Rey      | Crianças nas sombras – Hedjan Costa                                       | Moirai – Thais Rocha Crianças nas sombras – Hedjan Costa Crônicas de uma metrópole selvagem – Julia Torres Menção Honrosa: O último continente – Simone Saueressig |
| Quadrinhos de crime ou terror – Prêmio Aberst Catacumba                  | Babalon – as mulheres escarlate                                           | The few and coursed – os corvos de Mala Olana Noites na taverna de Álvares de Azevedo Babalon – as mulheres escarlates Destaque: O esqueleto – Crônica fantástica de Olinda Menção Honrosa: A vida eterna – Ultimato do bacon |
| Projeto gráfico – Prêmio Aberst Sebastião Salgado                        | Bom dia, você vai morrer – Flávio Karras                                  | A padroeira dos pervertidos – Alexandre Braoios Bom dia, você vai morrer – Flávio Karras Crônicas de uma metrópole selvagem – Julia Torres O labirinto das paredes surdas – Homero Meyer Destaque: Um plano para matar o presidente – José Correia Torres Neto Menção Honrosa: O novo horror – Daniel Gruber e Irka Barrios (Org.)                      |
| Grande Aberst                                                            | Se eu morresse amanhã – Fabiana Ferraz                                    | Decisão do júri, sem finalistas. |
| Revelação                                                                | O Narrador                                                                | Decisão do júri, sem finalistas. |

### 2023 - VI Prêmio Aberst de Literatura
| Categoria                                                                | Vencedor(es)                                              | Finalistas |
| ------------------------------------------------------------------------ | --------------------------------------------------------- | --- |
| Narrativa curta de terror – Prêmio Aberst Lygia Fagundes Telles          | A Casa que pedia – Julia do Passo Ramalho                 | Venha ver o sol nascer – Marcelo Milici A Casa que pedia – Julia do Passo Ramalho O que se esconde nas estrelas – Marcelo Augusto Galvão Tudo começou assim – Maicol Cristian Destaque: Feliz Natal Charlie Parker – André Albuquerque  |
| Narrativa curta ficção de crime – Prêmio Aberst Lúcia Machado de Almeida | Morte sem dor – Thais Messora                             | A última vítima – Rodrigo Ortiz Vinholo Caderno de Pandora – Heclair Pimentel Fragcrime – Júlia do Passo Ramalho Morte sem dor – Thais Messora Destaque: A cápsula do tempo – Alysson Steimacher                                        |
| Narrativa curta suspense (thriller) – Prêmio Aberst Stella Carr          | A sexta vítima – Anne van den Bedum                       | A sexta vítima – Anne van den Bedum A velha – Amilton Alves Da Barra Funda a Bela Vista – Daniel de Freitas Vidas de vidro – Day Celestino Menção Honrosa: O Breu Povoado – Oscar Nestarez Destaque: Querida Laura – Mizaki, O Narrador |
| Narrativa longa de terror – Prêmio Aberst Rubens Lucchetti               | Sina – Márcio Benjamim                                    | Kiumba – Everaldo Rodrigues O lobisomem da Vila Mariana – Francisco Scatollin Sina – Márcio Benjamim |
| Narrativa longa ficção de crime – Prêmio Aberst Rubem Fonseca            | O Homem de Palha – Pablo Zorzi                            | O Homem que Explodiu o Presidente – Thiago Barrozo O Homem de Palha – Pablo Zorzi O Beijo do rio – Stefano Volp |
| Narrativa longa suspense (thriller) – Prêmio Aberst Cláudia Lemes        | O Maniaco de Salga Odorenga – Ana Nahas                   | Guanabara Real: O covil do demônio – Enéias Tavares, Nikelen Witter e A.Z. Cordenonsi Além da Fumaça – Edvaldo Silva O Maniaco de Salga Odorenga – Ana Nahas Menção Honrosa: Cores da Chama e escuridão – Juliana Lino                  |
| Narrativa infanto-juvenil / jovem adulto – Prêmio Aberst Marcos Rey      | Sofia Santos e o mistério da sereia vermelha – Lara Dezan | Sofia Santos e o mistério da sereia vermelha – Lara Dezan O achado de Sissa – Plácido Rodrigues Querida mamãe – Amilton Alves |
| Quadrinhos de crime ou terror – Prêmio Aberst Catacumba                  | Terra Roxa – Kiko Garcia                                  | Terra Roxa – Kiko Garcia Solo – Dan Borges Terror em Nanquim – Mhorgana Alessandra Menção Honrosa: Roses and Guns – Gabriel Arrais e Thiago Ossostortos Destaque: Rockabilly Blues – Gustavo Novaes                                     |
| Projeto gráfico – Prêmio Aberst Sebastião Salgado                        | Rio Nosso de cada dia                                     | Fractais – Nathan Cirino Terrores Asiáticos – Laboralivros e Luva Editora Rio Nosso de cada dia – Fabiano Soares Menção Honrosa: Deusas da Morte – Ellen Reys Destaque: Não espere nada do amanhã – Edson Soares                        |
| Narrativa curta século 21 – Prêmio Aberst Maria Firmina dos Reis         | A Maldição do conhecimento – Vitor de Lerbo               | A Vidente – Pedro Viana Sonho ruim – Marcelo Augusto Galvão A Maldição do conhecimento – Vitor de Lerbo Menção Honrosa: Os Casos ocultos de Sherlock Holmes – César Costa                                                               |
| Narrativa longa século 21 – Prêmio Aberst Eliana Alves Cruz              | Dias de chuva – Carolina Mancini                          | Dias de chuva – Carolina Mancini Escuridão – Jorge Alexandre Moreira Lado A / Lado B – César Costa |
| Grande Aberst                                                            | Carolina Mancini                                          | Decisão do júri, sem finalistas. |
| Revelação                                                                | Thiago Barrozo                                            | Decisão do júri, sem finalistas. |

### 2024 - VII Prêmio Aberst de Literatura
| Categoria                                                                | Vencedor(es)                                                       | Finalistas |
| ------------------------------------------------------------------------ | ------------------------------------------------------------------ | --- |
| Narrativa curta de terror – Prêmio Aberst Lygia Fagundes Telles          | Corpo de barro - João Mendes                                       | Terrário - Irka Barrios Corpo de barro - João Mendes Ecos de melancolia - Larissa Prado A morte interrompida - Marcelo Trigueiro Destaque: Imagens fraternas - Luciane Trevisan A árvore do enforcado - Rodrigo Ortiz Vinholo |
| Narrativa curta ficção de crime – Prêmio Aberst Lúcia Machado de Almeida | Morte na hospedaria - Anne van den Bedum                           | Morte na hospedaria - Anne van den Bedum Um golpe na sorte - Guiga Soares A dama de verde - A.Z. Cordenonsi Espero que eu não me apaixone por você - Cesar Alcázar Destaque: Por que pediram a Evans? - Marcelo Almeida Foguetes na Hercílio Luz - Anderson Costa Menção Honrosa: O quinto - Luca Creido Um crime de quarto fechado - Helton Lucinda Ribeiro |
| Narrativa curta suspense (thriller) – Prêmio Aberst Stella Carr          | O último adeus de Sarah - Yasmin Callado                           | O mausoléu da família Steiner - Cristina Pezel O último adeus de Sarah - Yasmin Callado Onde estão seus olhos - Gutenberg Löwe |
| Narrativa longa de terror – Prêmio Aberst Rubens Lucchetti               | O apocalipse amarelo: uma torre para Cthulhu - Diego Aguiar Vieira | Vincent - Vaneza Lopes Monstros menores - Pablo Amaral Rebello A geografia dos sítios insanos - Roberto Beltrão O apocalipse amarelo: uma torre para Cthulhu - Diego Aguiar Vieira Destaque: Os que sobem à noite - Thunder Dellu Menção honrosa: Terra de almas perdidas - Jefferson Sarmento                                                               |
| Narrativa longa ficção de crime – Prêmio Aberst Rubem Fonseca            | O nome dela é Luana - Eberson Terra e Gustavo Nascimento           | Carne fresca - Alysson Steimacher Colheita de ossos - Pablo Zorzi O nome dela é Luana - Eberson Terra e Gustavo Nascimento Destaque A coruja preta - Bettina Stingelin Menção honrosa A vingança é verde esmeralda - Renata De Luca |
| Narrativa longa suspense (thriller) – Prêmio Aberst Cláudia Lemes        | O olho de Gibraltar - Sergio P. Rossoni                            | Rastros da loucura - Thais Messora Segredos Submersos - Cynthia D. Jonas O veneno do caracol - Renata Marinho O olho de Gibraltar - Sergio P. Rossoni Destaque Barretos - Homens de livros - Hedjan CS Menção honrosa Welcome to Londres, parceiro - Penina L. Baltrusch                                                                                     |
| Narrativa infanto-juvenil / jovem adulto – Prêmio Aberst Marcos Rey      | O dente do iguanodonte - A.Z. Cordenonsi                           | Histórias vermelhas demais para roupas brancas - Rafaela Oliveira Apparecido O dente do iguanodonte - A.Z. Cordenonsi Balada de Ben Silvah - Marcelo Trigueiros Destaque Não toquem nas capivaras - Rodrigo Ortiz Vinholo Menção Honrosa Sherlock e os Aventureiros: resgate sobre trilhos - A.Z. Cordenonsi                                                 |
| Quadrinhos de crime ou terror – Prêmio Aberst Catacumba                  | O Fantasma da Ópera em São Paulo                                   | A Besta Cálculo Renal O Fantasma da Ópera em São Paulo Destaque: As Confissões da Bahia Menção Honrosa: Orixás - o Monstro do Vale |
| Projeto gráfico – Prêmio Aberst Sebastião Salgado                        | Uma oração para ninguém                                            | Uma oração para ninguém Ecos de melancolia Terrores latinos Poe: Re-Imaginado Destaque: Ad Astra: Anuário Rocket Pages 2022 Menção honrosa: Dark Gero |
| Narrativa curta século 21 – Prêmio Aberst Maria Firmina dos Reis         | Augúrio - Marcelo A. Galvão                                        | A-D-E-T-U - Jean Pierre Chauvin A 17ª Visita - Rodrigo Ortiz Vinholo Augúrio - Marcelo A. Galvão |
| Narrativa longa século 21 – Prêmio Aberst Eliana Alves Cruz              | O Deslize - Vincento Hughes                                        | Crônicas da Lua - A maldição do lobisomem - Clecius Alexandre Duran O Deslize - Vincento Hughes Na Cidade da Fúria - Fernanda Chazan |
| Grande Aberst                                                            | Rodrigo Ortiz Vinholo                                              | Decisão do júri, sem finalistas. |
| Revelação                                                                | Marcelo Trigueiros                                                 | Decisão do júri, sem finalistas. |

## Ligações Externas
- Site oficial